# Естердалельвен
Естердалельвен (швед. Österdalälven) — річка у центральній частині Швеції. Довжина річки становить 300 км,  площа басейну — 12430 км².  В місці злиття річок Естердалельвен і Вестердалельвен бере початок річка Далельвен. Інколи розглядається як частина річки Далельвен. На річці побудовано кілька ГЕС.   

## Географія
Бере початок від злиття річок Серельвен (швед. Sörälven), що тече з гірських районів Норвегії, та Стурон (швед. Storån), що бере початок з гірського озера Воншен (норв. Vonsjøen, швед. Stor-Våndsjön, також Vånsjön  ), розташованого на висоті 781,6 м над рівнем моря,   у Скандинавських горах на кордоні Швеції й Норвегії. 
За одними даними частиною Естердалельвен розглядається річка Серельвен,  за іншими даними її частиною розглядається річка Стурон, причому Стурон за цими данними закінчується озером Хельшен (швед. Hällsjön), тобто вище злиття з річкою Серельвен. 
Місцем злиття річок є озеро Ідрешен (швед. Idresjön). При місці злиття річок лежить місто Ідре. Тут річка виходить з гірської долини і приблизно 50 км тече у долині з відносно невисокими берегами, що складаються з пісковику. 
Нижче Тренгслет, на проміжку від міст Елвдален та Оксберг до міста Мура, що розташоване на березі озера Сільян, береги Естердалельвен стають більш пологими і річка протікає більш широкою долиною, однак висота берегів все ще залишається значною. 
Від озера Сернашен до ділянки річища трохи вище міста Мура, протягом 115 км річка утворює багато порогів, що йдуть один за одним. 
Приблизно через 25 км після виходу з озера Сільян зливається з річкою Вестердалельвен. З місця злиття цих річок починається річка Далельвен. 